# Rodrigo Pascual Cuenca Duarte
Rodrigo Pascual Cuenca Duarte (Asunción, Paraguai, 18 de maig de 1996) és un futbolista paraguaià. Juga de davanter i el seu club actual és el Club Gimnàstic de Tarragona de la Segona Divisió espanyola

## Trajectòria
Nascut al Paraguai, als 17 anys es va mudar a les Illes Balears per a jugar a futbol amb l'Atlètic Balears. Allà es va formar com a jugador destacant per la seva velocitat i habilitat. L'1 de juliol de 2016, va anar cedit una temporada a La Pobla de Mafumet, filial del Nàstic de Tarragona, el qual el va fitxar el 6 de juliol de 2018.